# Kloster Reute

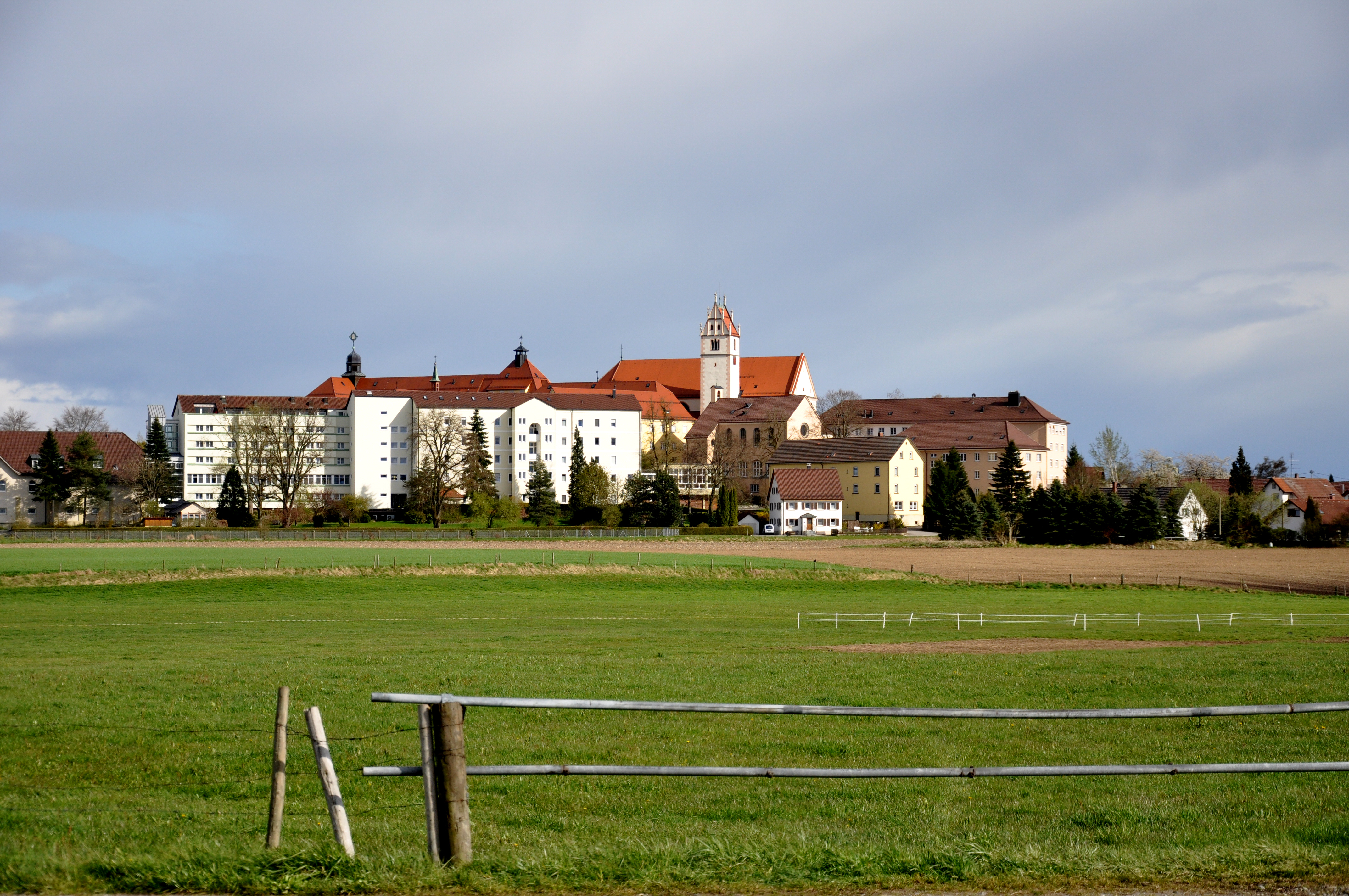
Blick von Westen auf Reute mit dem Kloster

Das Kloster Reute ist ein Kloster der Franziskanerinnen von Reute auf dem Klosterberg im Ortsteil Reute der Stadt Bad Waldsee im Landkreis Ravensburg.

## Geschichte
Um 801 wurde erstmals eine „Volkskirche“ („Leutekirche“) in Reute erwähnt, die nach der Verwüstung durch die Ungarn 926 wiederaufgebaut wurde.
1403 gründeten fünf Frauen das Franziskanerinnenkloster Reute, darunter die seliggesprochene Waldseerin Elisabeth Achler (1386–1420), heute „Gute Beth“ genannt. 1784/86 wurde das Kloster im Zuge der Säkularisation von Joseph II. zwangsaufgelöst und in den Besitz der nunmehrigen Fürsten von Waldburg-Waldsee gegeben.

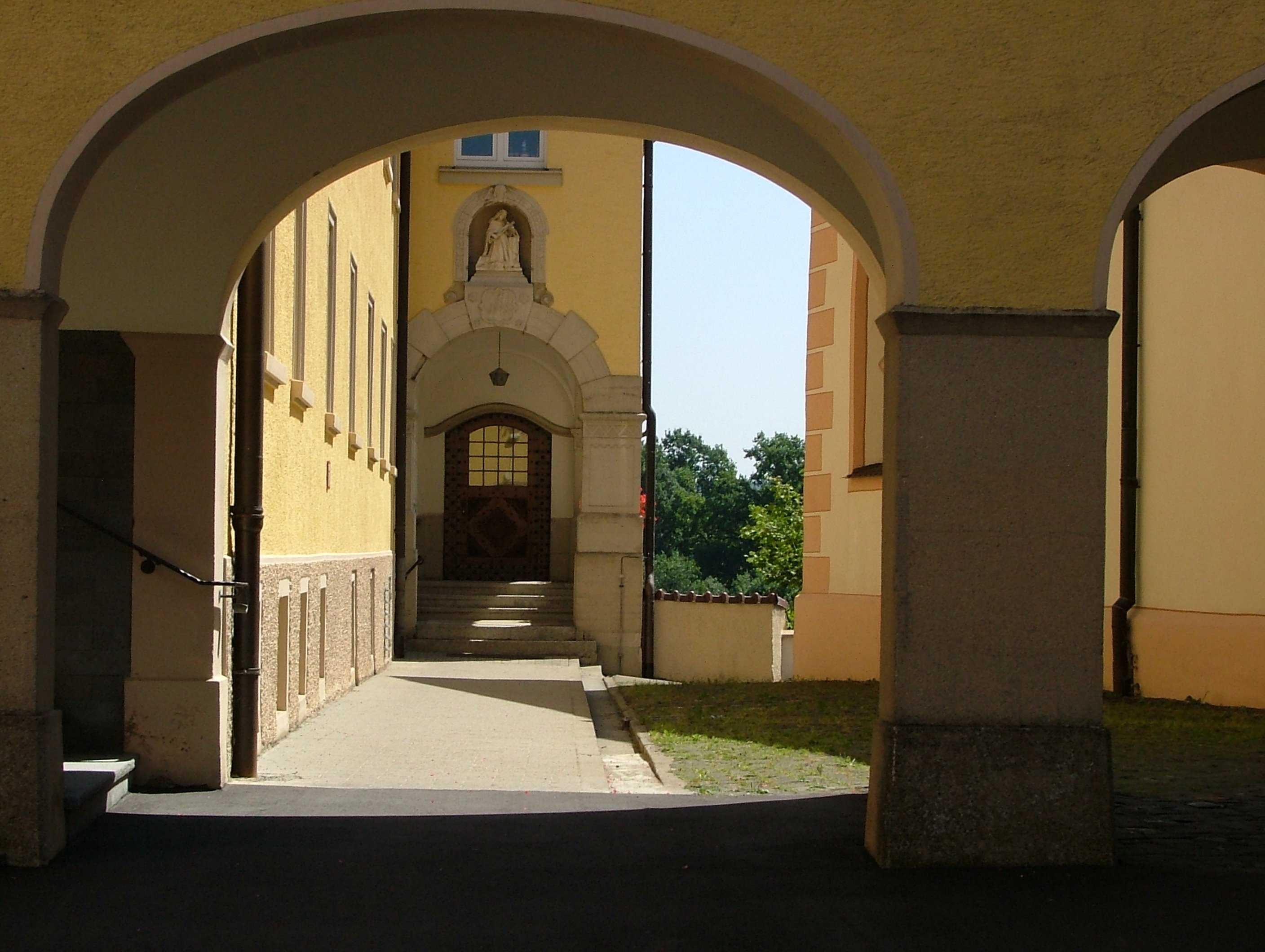
Die Klosterpforte zum Mutterhaus

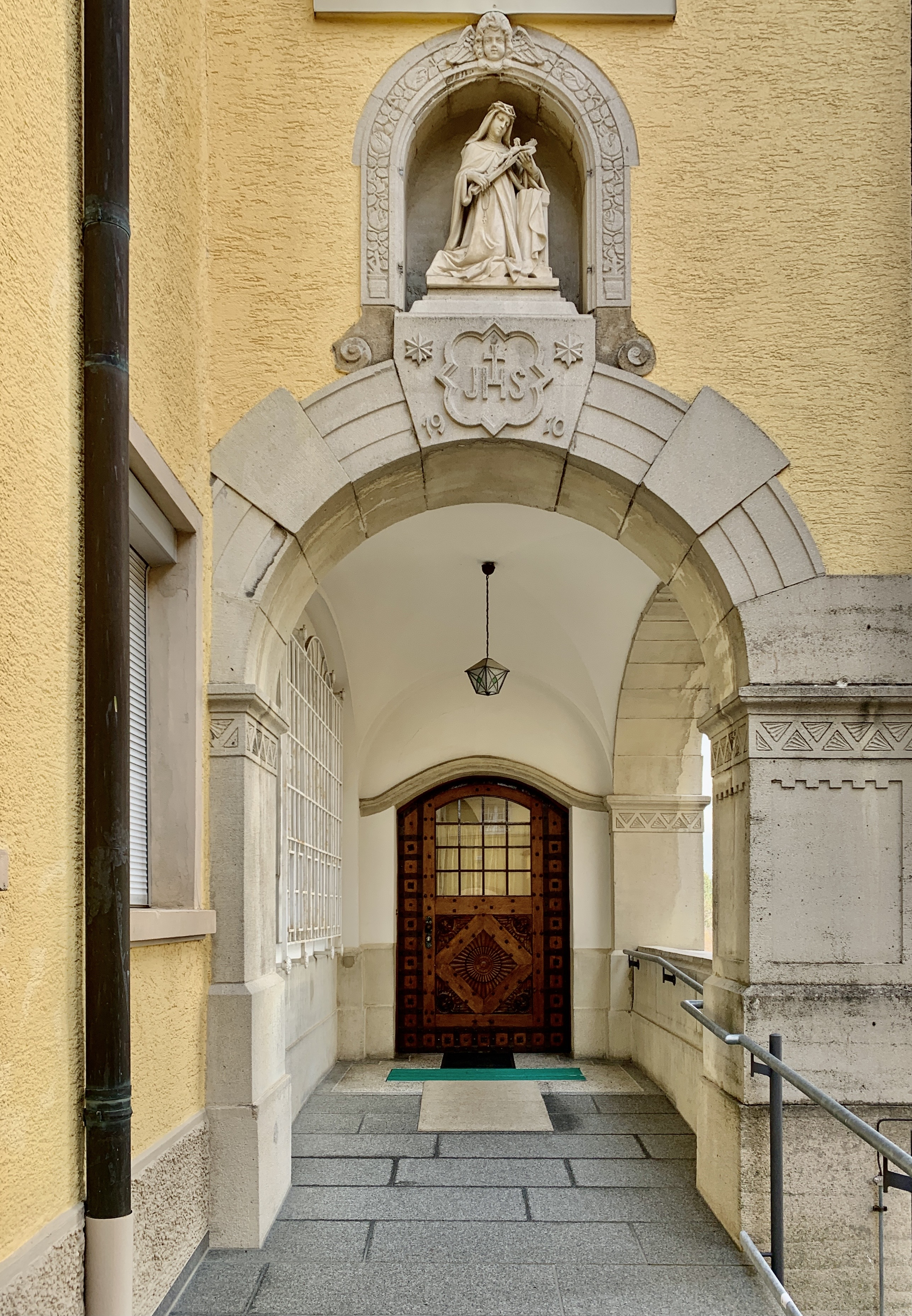
Steinpforte im Mutterhaus, Zugang zum Klausurbereich

1848 begründeten in Ehingen an der Donau fünf „Barmherzige Schwestern“ eine Gemeinschaft, die vom Bischof von Rottenburg anerkannt wurde. 1869 erwarben diese Schwestern aus Ehingen die Klostergebäude im oberschwäbischen Reute und belebten das Kloster neu. Seit 1871 ist es das Mutterhaus der Kongregation der Franziskanerinnen von Reute. 1912 wurde das neue Mutterhaus als Jugendstilbau eröffnet. Der ortsbildprägende Bau ist seither Sitz der Ordensleitung.
Vor allem in den 20er Jahren des 19. Jahrhunderts entwickelte sich die Wallfahrt zur Guten Beth als attraktive kirchliche Veranstaltung, mit fünfstelligen Teilnahmezahlen.
1999 gründeten die Franziskanerinnen von Reute die St. Elisabeth-Stiftung.
Im Jahr 2016 hat ein Vision- und Entwicklungsprozess der Gemeinschaft der Franziskanerinnen von Reute begonnen, um das Kloster und den Klosterberg in die Zukunft zu führen. Am 21. September 2022 wurde der offizielle Baubeginn des „Klosterbergprojekts Reute“ gefeiert. Der Bischof der Diözese Rottenburg-Stuttgart, Gebhard Fürst, nahm die Segnung des Grundsteins vor. Bis 2027 wird das Mutterhaus der Franziskanerinnen generalsaniert. In einem Teil des Gebäudes werden Wohnungen eingerichtet. Dieses Vorhaben wird durch das Land Baden-Württemberg über die Wohnraumoffensive als Innovatives Projekt gefördert. Das Projekt soll beispielhaft für kirchliche Liegenschaften Möglichkeiten einer gemeinwohlorientierten Nutzung entwickeln. Auf zwei Grundstücken des Klosters ist die Entwicklung eines Wohnquartiers mit bezahlbarem Wohnraum geplant. Die Veränderungen werden von einem öffentlichen Bürgerdialog begleitet.

## Pfarr- und Wallfahrtskirche St. Peter und Paul

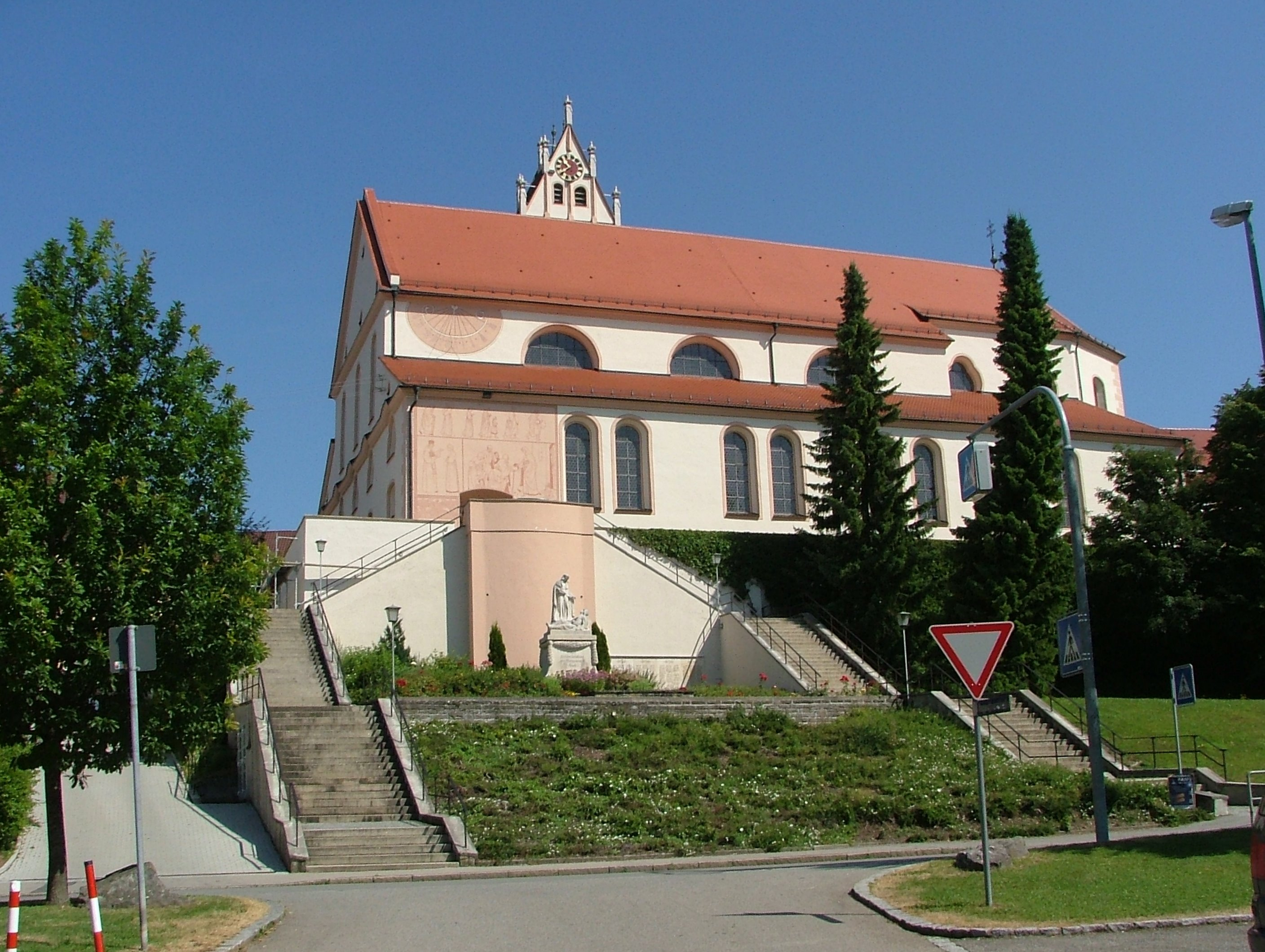
Kirche St. Peter und Paul auf dem Klosterberg

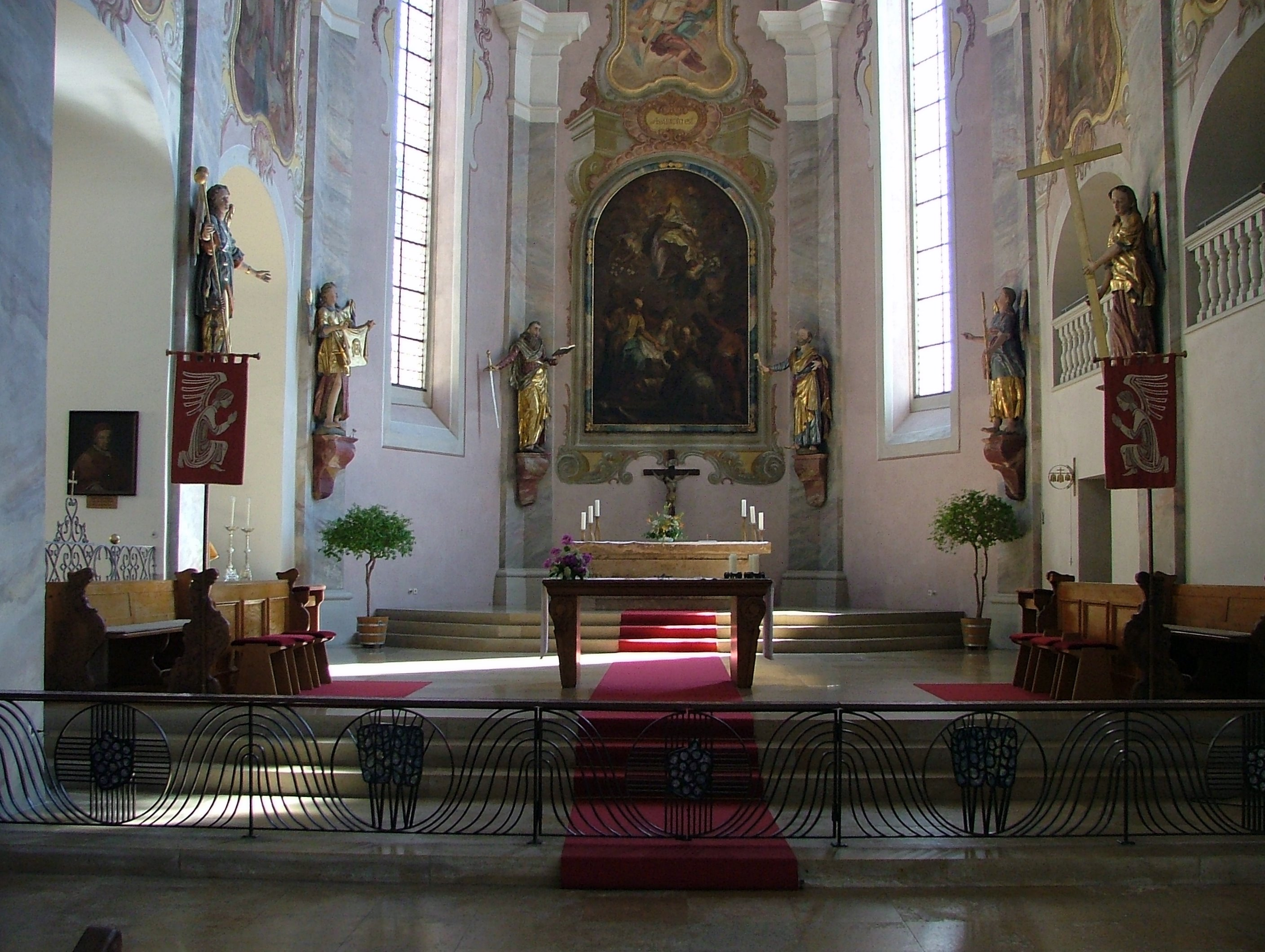
Chor der Kirche

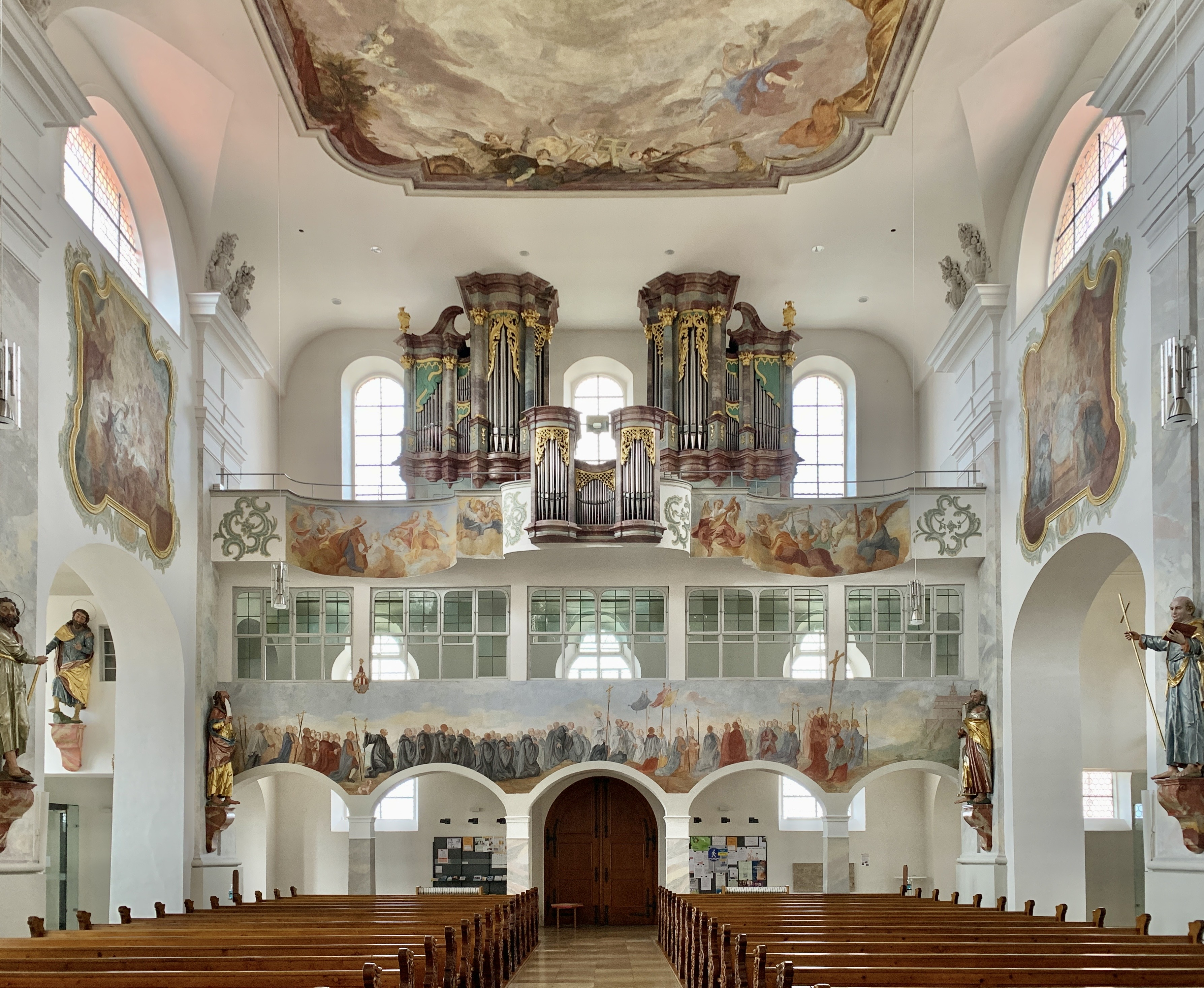
Westseite mit Reiser-Orgel

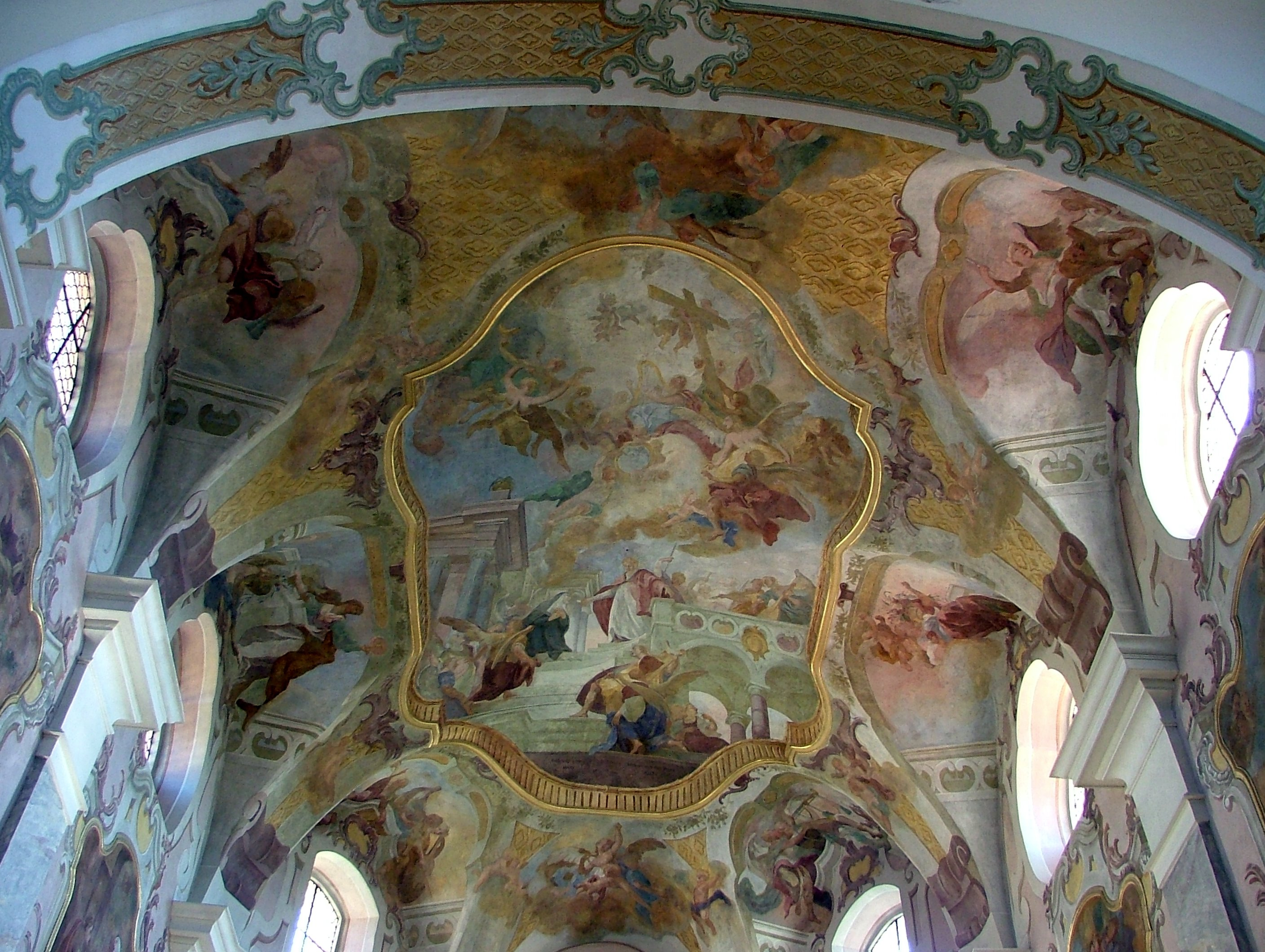
Deckenfresko von Eustachius Gabriel

Die Pfarr- und Wallfahrtskirche St. Peter und Paul wurde nach dem Abbruch der alten Pfarrkirche von 1623 bis 1629 oberhalb des Klosterbergs als großzügiger dreischiffiger Neubau errichtet; der spätromanische Turm von 1250 der alten Pfarrkirche blieb bestehen. Als Bauherr wird Abt Michael III. von den Augustiner-Chorherren im Kloster Waldsee benannt; die Finanzierung wurde durch Erzherzog Leopold von Österreich, Erzherzog Ferdinand und Kaiser Ferdinand II. sichergestellt.
1634 wurden die Klostergebäude im Dreißigjährigen Krieg von durchziehenden Schweden vor der Schlacht bei Nördlingen in Brand gesteckt.
1757 wurde das Chorgestühl eingebaut. Im Vorfeld der Seligsprechung von Elisabeth Achler 1766 erfolgte von 1764 bis 1766 eine großangelegte Sanierung. Die Kirche wurde barockisiert und geschmückt mit zahlreichen Fresken aus dem Leben der seligen Elisabeth Achler, die in dem spätromanischen Turm bestattet wurde. Die Fresken im Chor und Schiff der „Guten Beth“ wurden von Eustachius Gabriel gestaltet; Stifter war Martin Gerbert, Fürstabt des Klosters St. Blasien. Ein neuer Beth- und Fünfwundenaltar wurde von der Stadt Waldsee gestiftet und von Franz Konrad Kardinal von Rodt, Fürstbischof von Konstanz, geweiht. 1774 entstand das Hochaltarbild von Kremser Schmidt.
1827 wurde der Hochaltar saniert, und ab 1850 wurde die Kirche umfassend durch den unterhaltspflichtigen Staat Württemberg renoviert. Durch unprofessionelle Entscheidungen und Bearbeitungen wurden Fresken heruntergeschlagen und Decken, Wände, Fresken mit weißem Gips überzogen. 1865 wurde der barocke Marienaltar und 1868 der Josephsaltar ersetzt. 1870 wurde der Fünfwundenaltar sowie die Bethkapelle durch eine neue Gestaltung mit einem Altar, Sarkophag und Großplastik ersetzt; die Decken- und Wandgemälde wurden von Jakob Söflinger im Nazarenerstil gefertigt. 1875 wurden die Chorgemälde im alten Stil wieder hergestellt wie auch der Hochaltar neu gestaltet. 1887 bis 1891 wurden die Fenster der Klosterkirche St. Peter und Paul wie auch der Bodenbelag ersetzt. 1905 wurde die neue Orgel von Eberhard Friedrich Walcker fertiggestellt. Ab 1906 wurden die übermalten Deckenfresken wieder freigelegt. Ab 1935 erfolgte eine Sanierung des Eingangs mit einem Sgraffito (Motiv: Petrus und Paulus) durch Josef Nicklas aus Reute sowie eine Außensanierung. Nach einem großen Brand 1957 erfolgte eine weitere Großsanierung mit Gestaltung von Kanzel, Hochaltar und Seitenaltären. 1977/78 wurde die Reiser-Orgel im alten barocken Gehäuse eingebaut. 2007 erfolgte eine Altar- und Stuckrestaurierung.
In den Jahren 2016/2017 erfolgte eine Generalsanierung der gesamten Gebäudetechnik, der Kirchenraum wurde im Rahmen der Sanierung barrierefrei umgestaltet. Der Innenraum und die Kunstgegenstände wurden gereinigt und restauriert. Nach einem Künstlerwettbewerb wurde der Chorraum mit den liturgischen Orten neu gestaltet. Die Münchner Künstlerin Sabine Straub gewann den Wettbewerb und setzte den neuen Altar in farbigem Beton um.

## Geläut
Das Geläut wurde in den 1950er-Jahren mit sechs Glocken in der Stimmung cis′ – e′ – fis′ – a′ – h′ – cis″ durch Heinrich Kurtz in Stuttgart gegossen; das vormalige Geläut von der Glockengießerei Grüninger in Villingen hatte die Weltkriege nicht überstanden. 2008 erfolgte eine Generalsanierung des Glockenturms samt Geläut.
Eine Turmuhr wurde 1904 durch die Turmuhrenfabrik Philipp Hörz eingebaut.

## Klosterbezirk
Der Klosterbezirk besteht aus dem umfriedeten Klausurbereich mit dem Mutterhaus (1910–1912), Klosterfriedhof und Klostergarten. Daran schließt sich der historische Klosterkomplex mit Franziskuskapelle und Gut Betha-Brunnenstollen (1870) und Barockbau, der auf das erste Kloster der seligen Guten Beth zurückreicht. Gegenüber den historischen Klostergebäuden befindet sich das Gut-Betha-Haus als Alten- und Pflegehaus der Franziskanerinnen. Öffentlich zugänglich sind der weiträumige Klosterfriedhof, das Franziskanische Zentrum mit Gästehaus, Tagungsräumen und Klosterladen sowie im Parkgelände ein Weg mit Kreuzwegstationen und der Schwesterngarten. Im Kräutergarten des Klosters befindet sich ein öffentlich zugängliches Kräuterlabyrinth mit Besinnungsgarten. Seit Oktober 2023 werden die historischen Klostergebäude saniert und umgestaltet. Während der Bauarbeiten sind u. a. Pilgerstätte, Gut-Betha-Brunnen und Franziskuskapelle nicht zugänglich.

## Klosterfriedhof

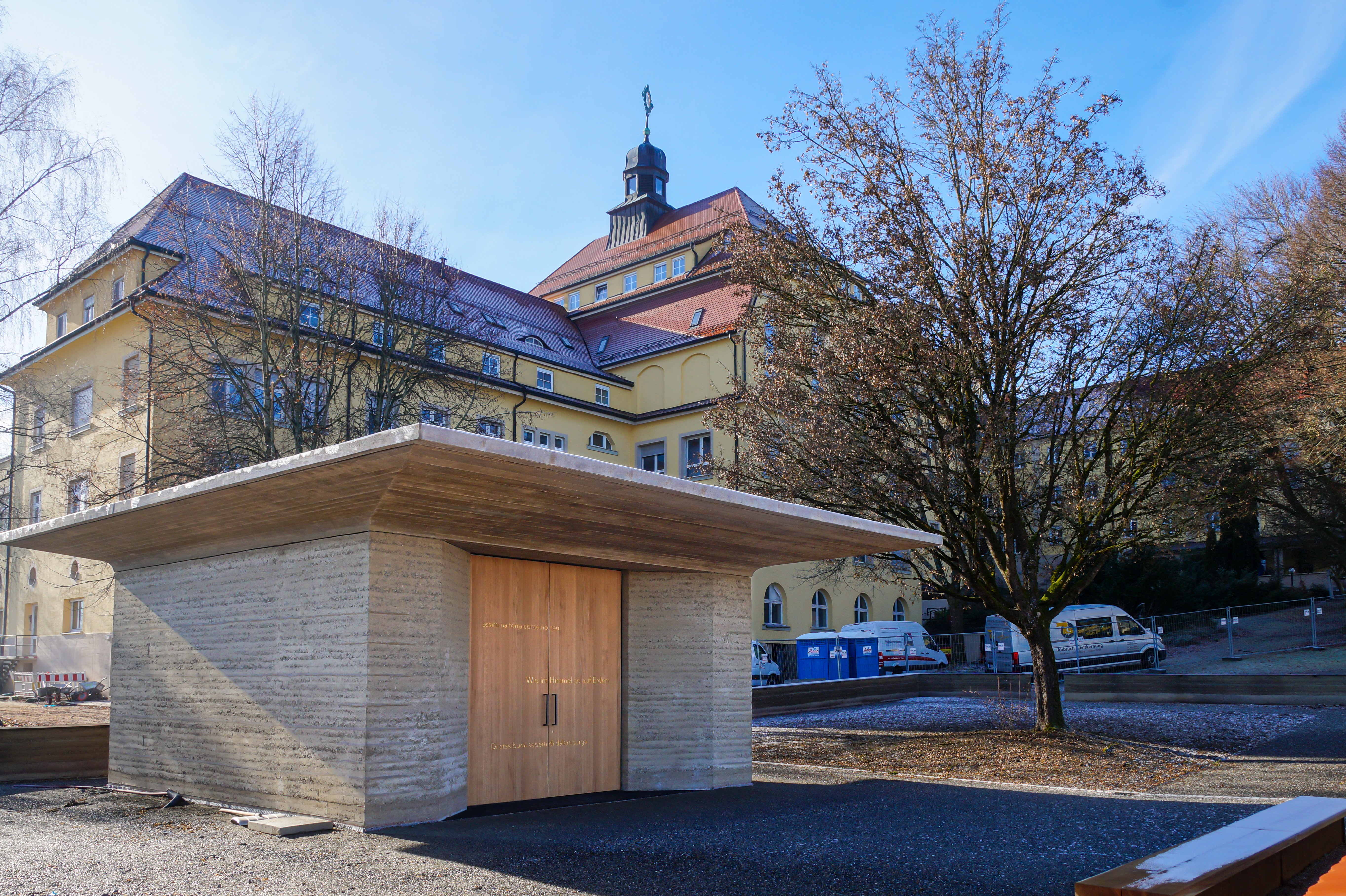
Klosterfriedhof, neuer Aussegnungsraum aus Stampflehm.

Am Fuß des Klosterbergs liegt der Klosterfriedhof. Im Zuge der Neu- und Umgestaltung des Klosters durch die Gemeinschaft der Franziskanerinnen von Reute wurde der Friedhof von September 2022 bis November 2023 zu einem Ort der Hoffnung umgestaltet. Am 26. November 2023 wurde der Friedhof von Weihbischof Thomas Maria Renz eingeweiht. Der Friedhof ist öffentlich zugänglich und soll ein Ort des Verweilen, des Innehalten und der Besinnung sein.

### Aussegnungsraum

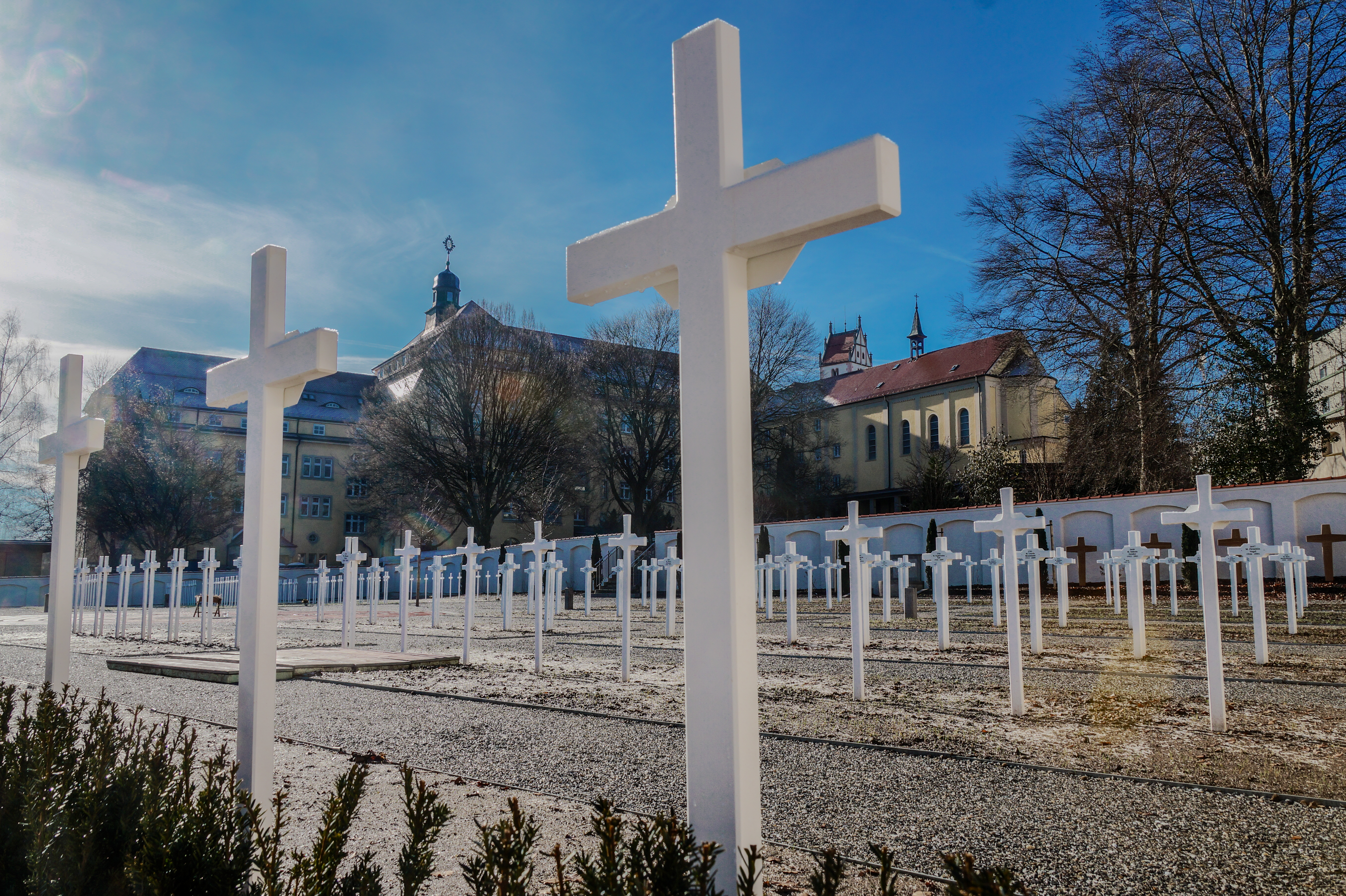
Klosterfriedhof, Blick zum Mutterhaus

Am Rande des Friedhofs befindet sich der neue Aussegnungsraum. Die Seitenwände und der Innenboden wurden aus Stampflehm errichtet. Der Raum dient als Übergangs- und Abschiedsraum für die verstorbenen Schwestern der Gemeinschaft. In die Innenwände wurden Erden von den früheren Wirkungsorten der Schwestern eingearbeitet, gespendet von über 60 Kirchengemeinden aus dem ganzen württembergischen Raum sowie den Missionsstationen in Indonesien und Brasilien. Die künstlerische Ausstattung wurde von der Künstlerin Nicolé Mayer aus Vorarlberg übernommen.
Der Aussegnungsraum wurde für den DAM-Preis für Architektur in Deutschland 2026 nominiert und in die 100 Projekte umfassende Longlist aufgenommen.

### Steinlabyrinth

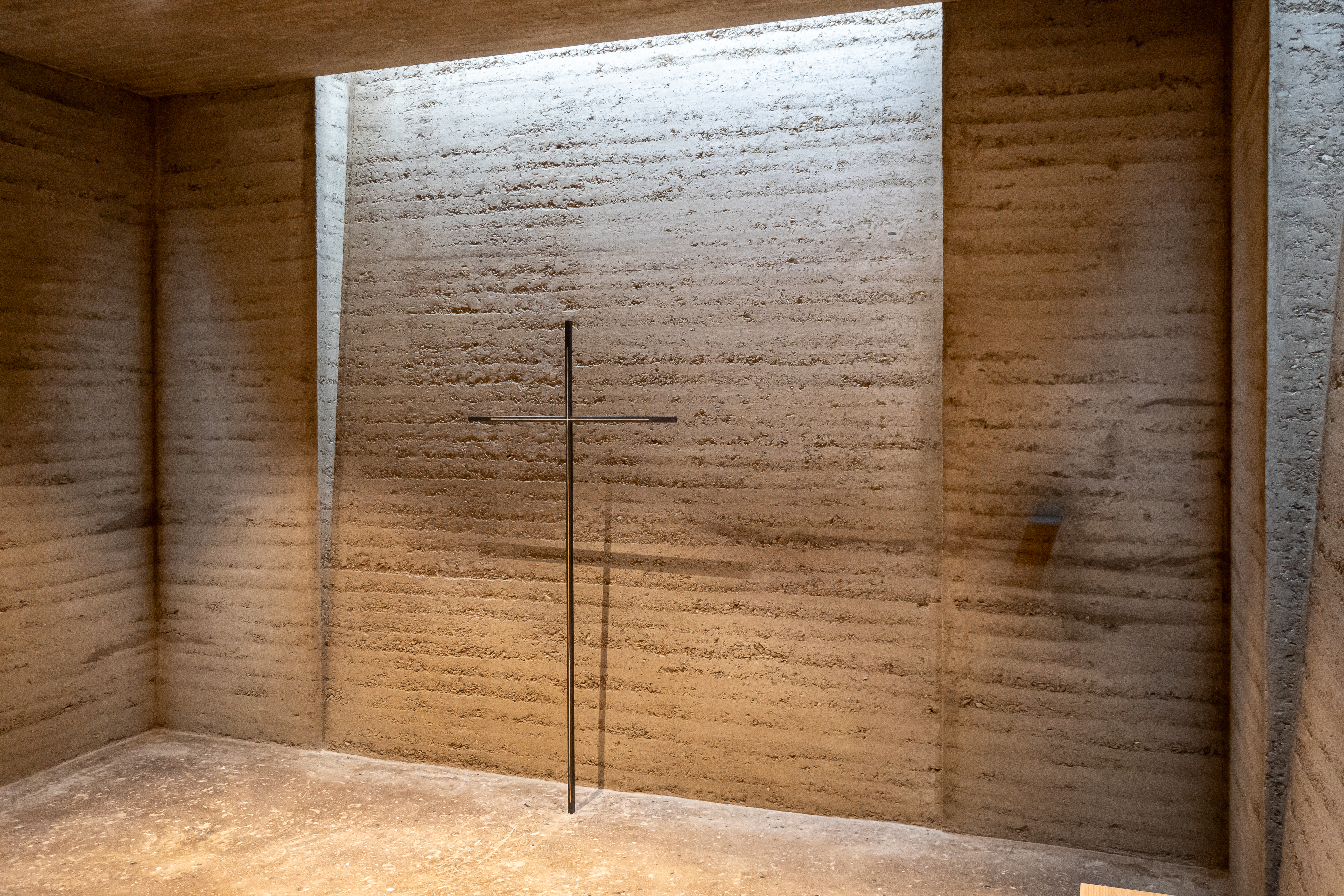
Klosterfriedhof, Innenraum der neuen Aussegnung

Im Zentrum des Friedhofs wurde ein begehbares Labyrinth angelegt. Es folgt mittelalterlichen Vorbildern (vgl. Kathedrale von Chartres) und symbolisiert einen Wandlungsweg, der in mehreren Kehren und Wendungen zur Mitte hinführt. Im Zentrum des Labyrinths liegt ein Werkstein mit dem Christusmonogramm. Die über 3.300 handgefertigten Ziegelklinker tragen die Namen aller verstorbenen und lebenden Schwestern der Franziskanerinnen von Reute mit ihrem jeweiligen Professdatum.

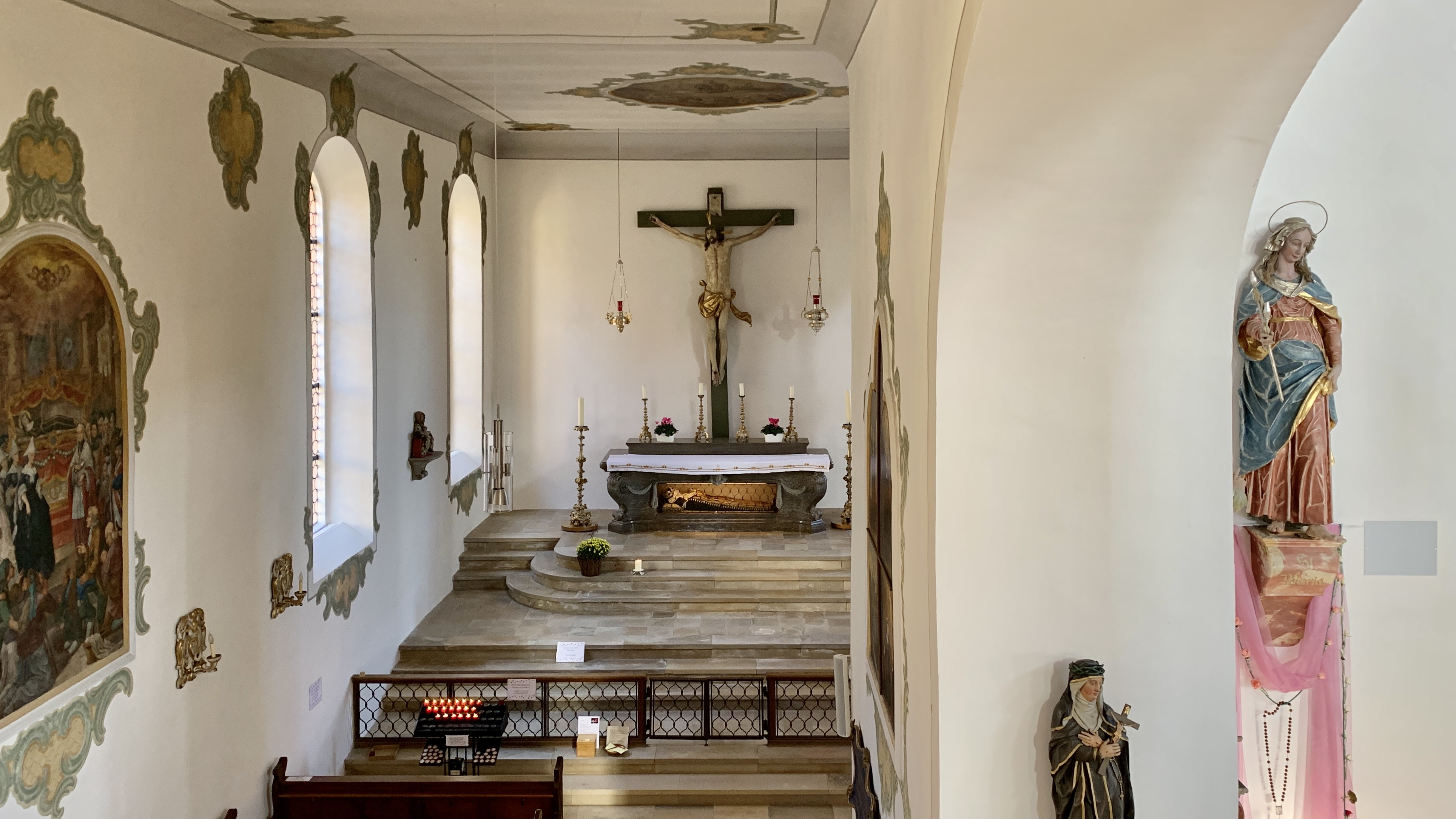
Der Grabaltar der Seligen Elisabeth Achler („Gute Beth“) in der Pfarr- und Wallfahrtskirche St. Peter und Paul
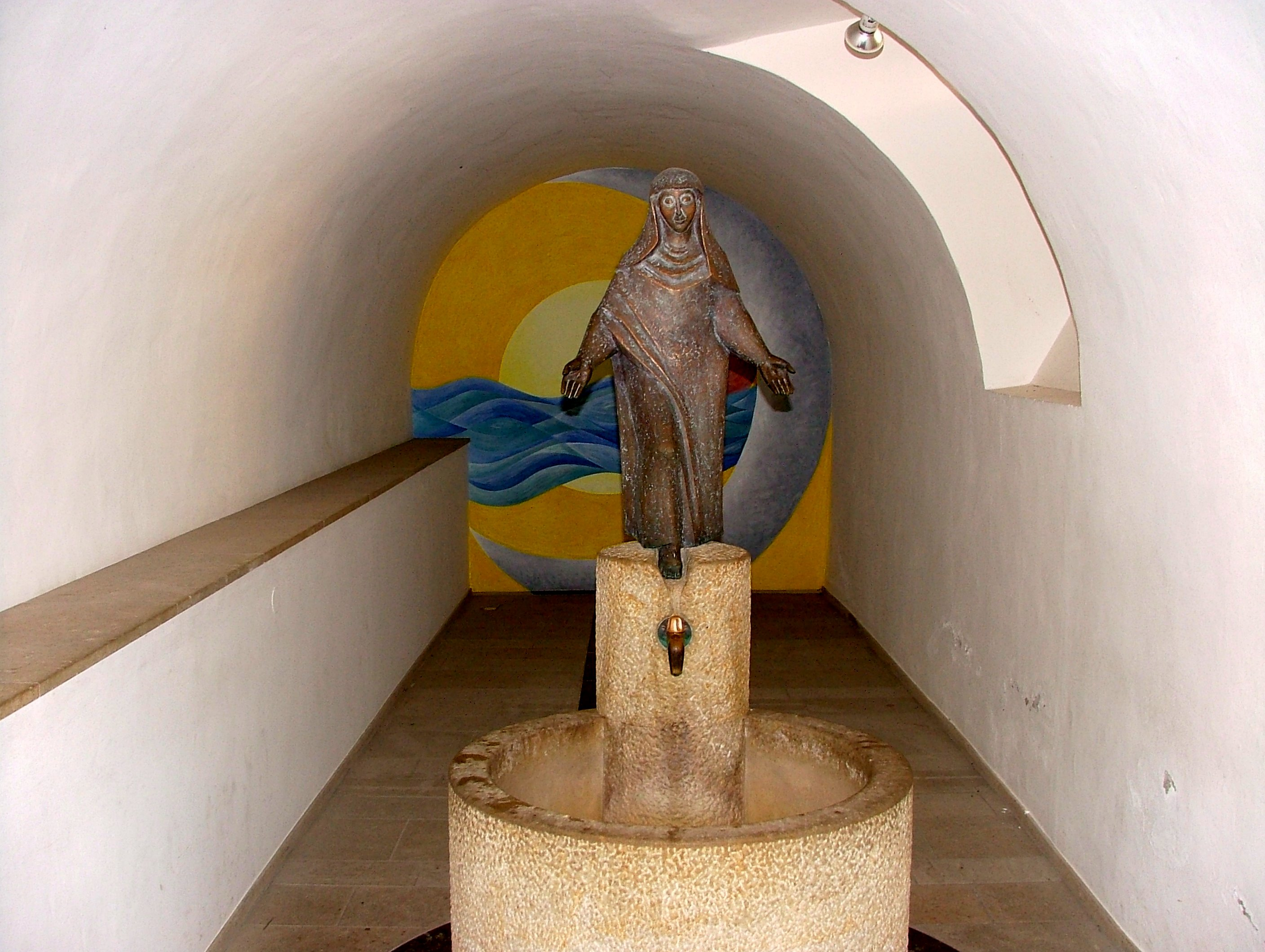
Der Brunnen der Guten Beth mit Bronzeplastik von Gerhard Tagwerker
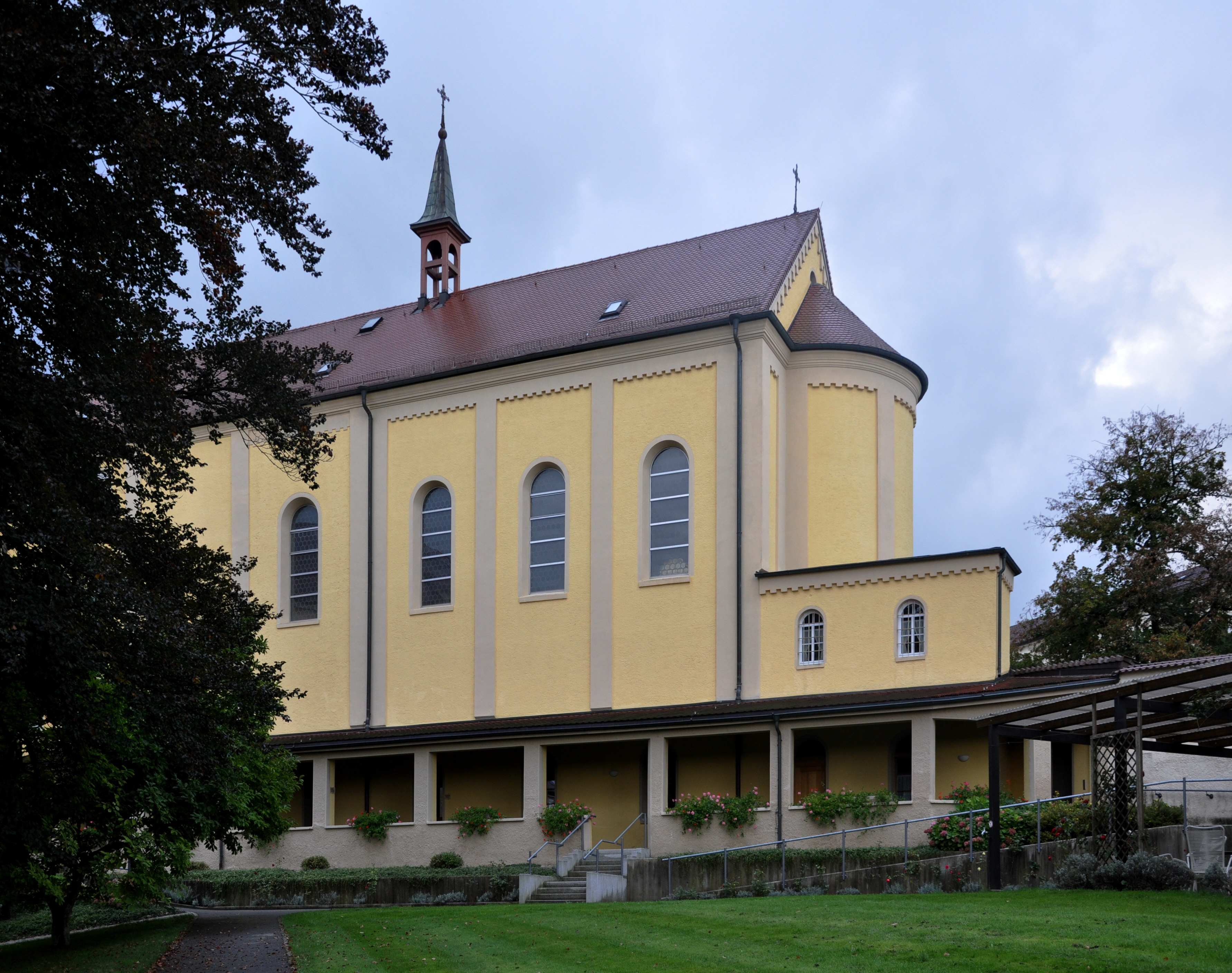
Franziskuskapelle mit Pilgerstätte im Untergeschoss
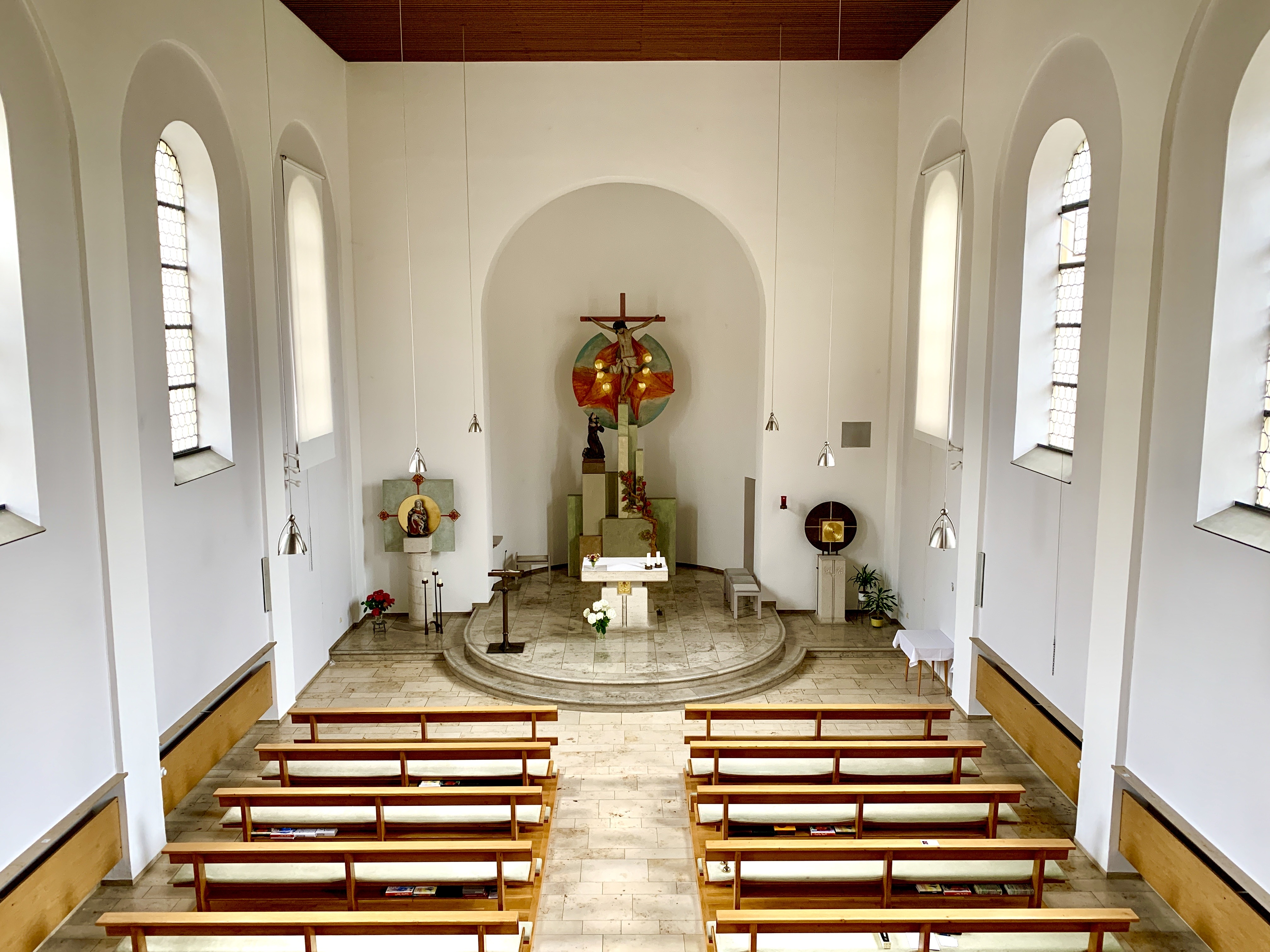
Franziskuskapelle, im Chor Darstellung der Stigmatisation des Franziskus von Hubert Elsässer
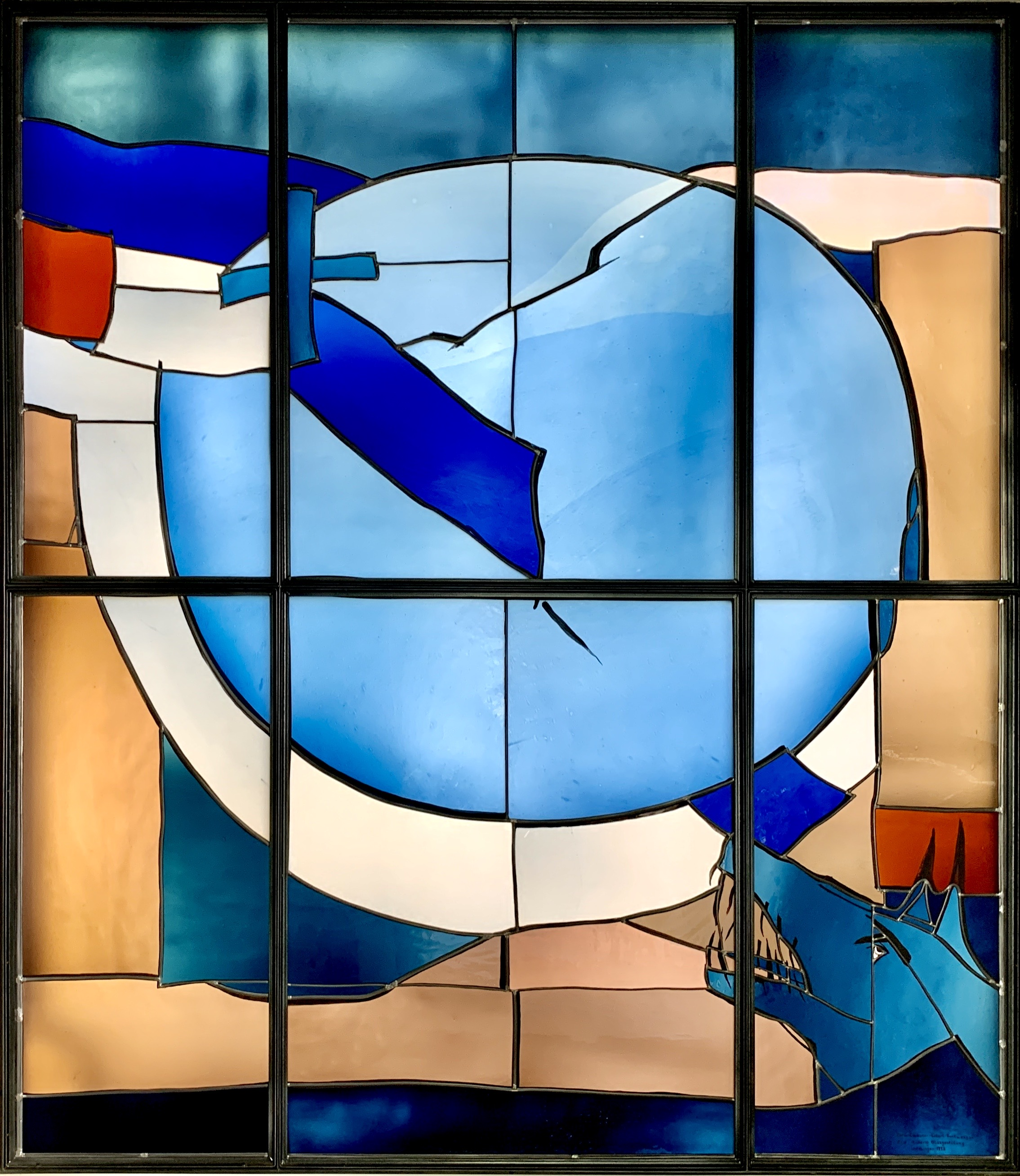
Franziskuskapelle, Glasfenster mit Darstellung der Legende vom Wolf von Gubbio
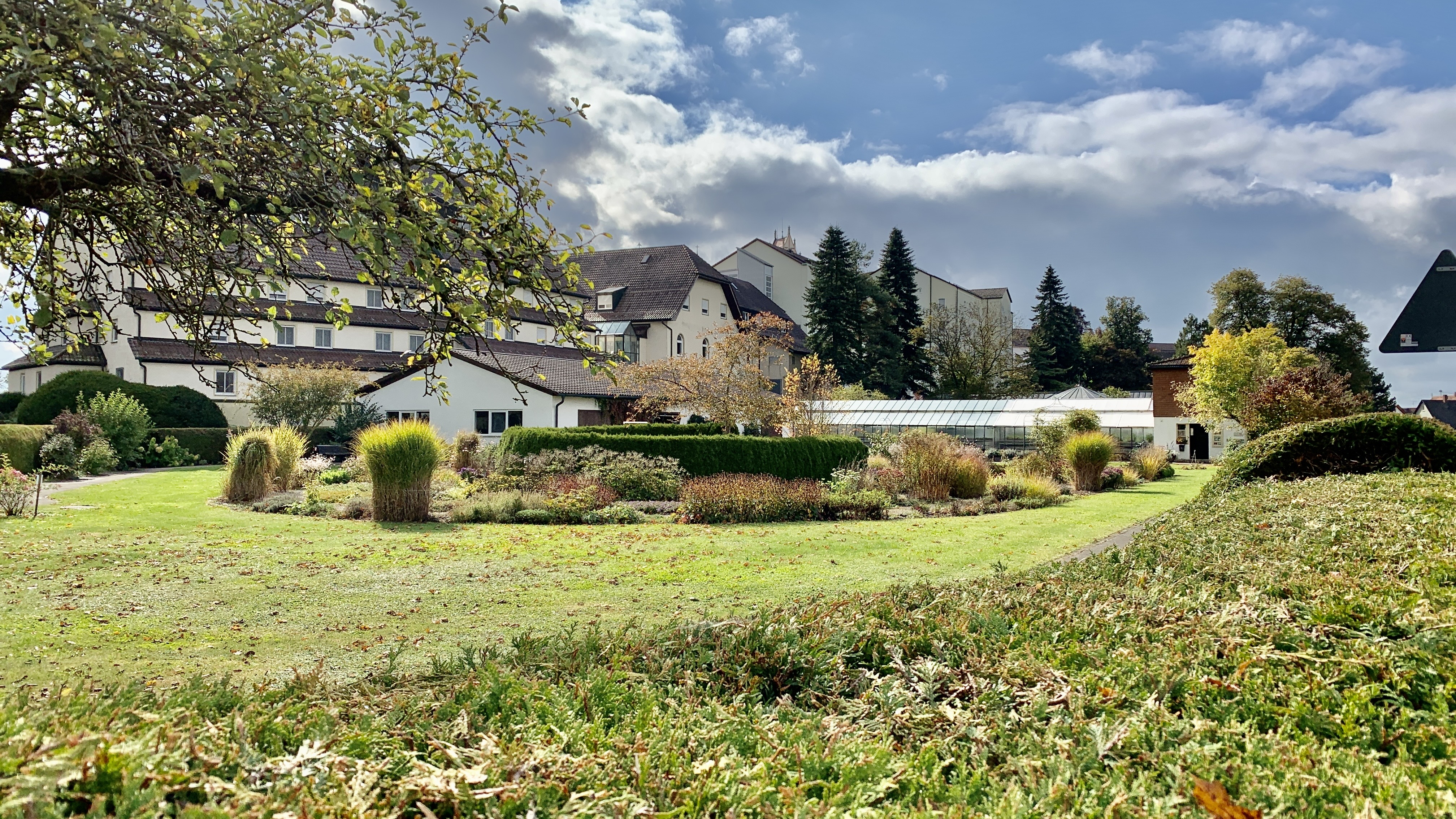
Kräuterlabyrinth und Besinnungsgarten im Klostergarten
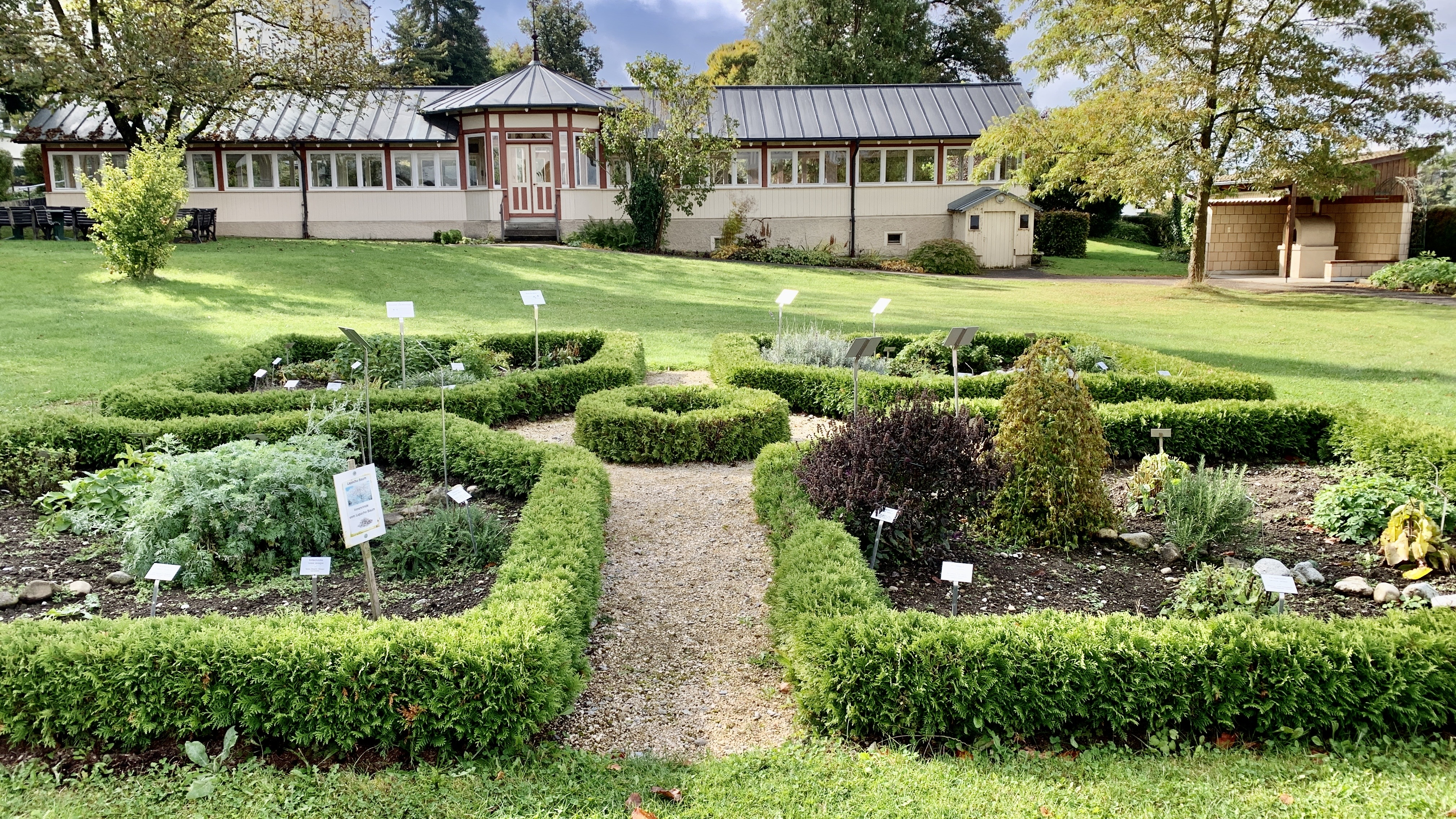
Schau- und Lehrkräutergarten im Kloster Reute

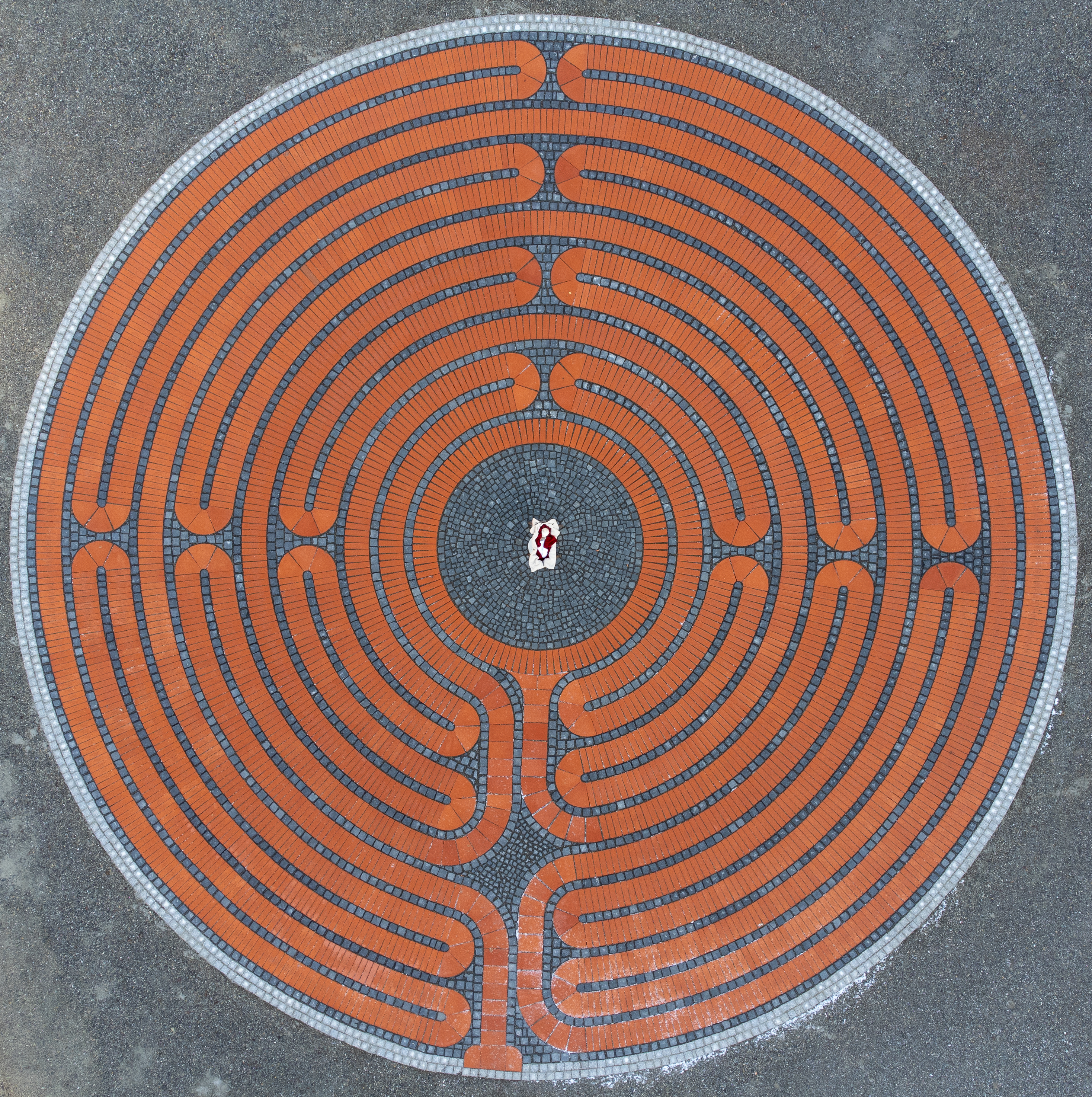
Klosterfriedhof, begehbares Steinlabyrinth